# Altenweddingen
Altenweddingen is een plaats in de Duitse gemeente Sülzetal. De gemeente ligt in de Landkreis Börde in de deelstaat Saksen-Anhalt. Altenweddingen telt 2.350 inwoners (2006).